# Коммерс (станция метро)
Коммерс (фр. Commerce) — станция линии 8 Парижского метрополитена в XV округе Парижа. Названа по одноимённым улице (фр. Rue du Commerce), парку и площади, названным, в свою очередь, по расположению на них крупных магазинов.

## История
- Станция открылась 27 июля 1937 года в составе пускового участка Ла Мотт-Пике — Гренель — Балар, заменившего собой участок Ла Мотт-Пике — Гренель — Порт-д’Отёй, перешедший в состав линии 10 в результате реорганизации линий метро на левом берегу Парижа.
- Пассажиропоток по станции по входу в 2011 году, по данным RATP, составил 2 700 300 человек[3]. В 2012 году этот показатель вырос до 2 785 357 человек[4], а в 2013 году на станцию вошли 2 814 912 пассажира (194 место по уровню входного пассажиропотока в Парижском метро)[5].

## Конструкция
Из-за узости улицы Коммерс станция была построена в виде двух последовательных станционных залов, решённых по типовому проекту, однако в каждом из залов расположена только одна платформа (на месте второй платформы находится путевая стена). В северной части станции располагается зал с платформой в сторону Кретея, в южной — зал с платформой в сторону Балара. По такому же проекту двадцатью шестью годами ранее компания Север-Юг построила станцию «Льеж» на своей линии В (ныне 13 линия метро).

## Галерея

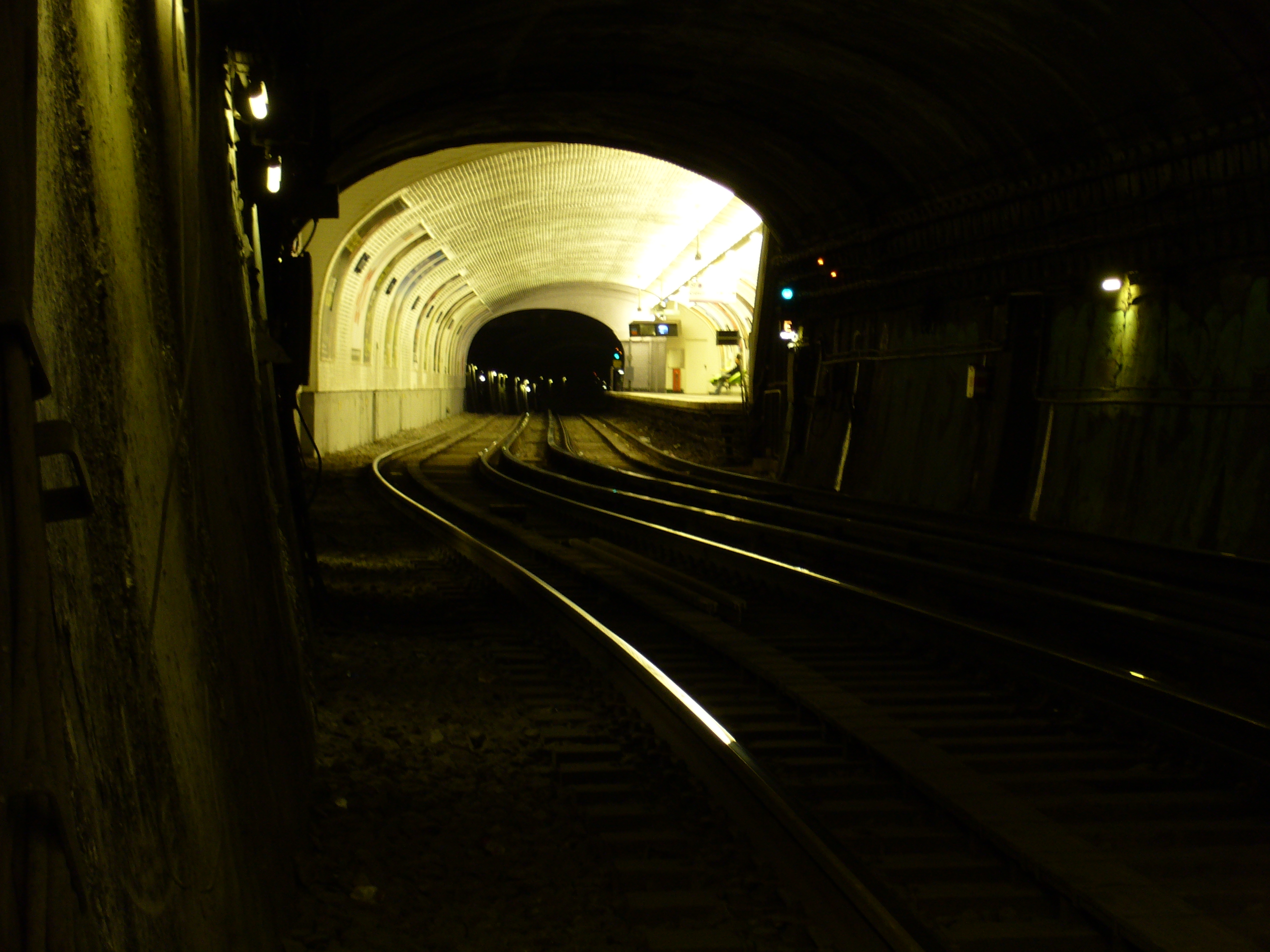